# Стернберг, Роберт
Роберт Стернберг (род. 1949) — американский психолог, профессор психологии Оклахомского университета.
Был деканом наук и искусств в университете Тафтса, профессором психологии и образования в Йельском университете, президентом Американской психологической ассоциации (АПА).
Является членом редакционных советов ряда журналов, в том числе американского «Американский психолог». Стернберг получил степень бакалавра гуманитарных наук в Йельском университете и степень доктора в Стэнфордском университете. Он имеет десять почётных докторских степеней — одну Северной Америки, одну Южной Америки и восьми европейских университетов.

## Биография
Родился 8 декабря 1949 года в городе Ньюарк штата Нью-Джерси.
Получил степень бакалавра в Йельском университете. Продолжил научную карьеру в Стэнфордском университете, где защитил докторскую диссертацию в 1975 году.

## Награды
Роберт Стернберг получил награды от Международной ассоциации эмпирической эстетики, от Американского психологического фонда, от Общества педагогической психологии Американской психологической ассоциации.

## Работы
- Стернберг, Роберт. Практический интеллект = Practical Intelligence in Everyday Life. — СПб.: Питер, 2002. — 272 с. — (Мастера психологии). — 5000 экз. — ISBN 5-318-00013-4.